# Testa di donna con corna di montone
La Testa di donna con corna di montone (Tête de femme coiffée de cornes de bélier) è un dipinto realizzato nel 1853 dal pittore francese Jean-Léon Gérôme. Questo tondo di 47,5 centimetri di diametro è un olio su tela che rappresenta una donna con corna da ariete sulla testa.
Dal 1854 l'opera è conservata nel museo delle belle arti di Nantes.

## Storia
Jean-Léon Gérôme, uscito dallo studio di Paul Delaroche, espose per la prima volta al Salone di Parigi nel 1847 con il quadro Giovani greci assistono a un combattimento di galli, facendosi conoscere nella scena artistica francese. L'artista seguiva la corrente pittorica dello stile neogreco, ispirandosi ai mondi idilliaci cantati dai poeti greci antichi, come Anacreonte e Teocrito. Nel 1853, pertanto, realizzò un dipinto con un soggetto mitologico, che venne acquistato l'anno successivo per il museo nantese, dopo essere stato esposto al Salone.

## Descrizione
Il tondo ritrae una figura femminile dalle spalle nude, che indossa un abito di pelliccia sopra una camicia bianca. Il dettaglio che spicca maggiormente sono le sue corna che emergono dai capelli rossi, che danno un tocco di fantasia e mitologia a quest'opera, facendo sembrare questo personaggio una faunetta. La ragazza rivolge il proprio sguardo verso il basso, timidamente, ed è ritratta di profilo, così da mettere in risalto il suo naso greco.